# Eleutherodactylus rubrimaculatus
Eleutherodactylus rubrimaculatus är en groddjursart som först beskrevs av Taylor och Smith 1945.  Eleutherodactylus rubrimaculatus ingår i släktet Eleutherodactylus och familjen Eleutherodactylidae. IUCN kategoriserar arten globalt som sårbar. Inga underarter finns listade i Catalogue of Life.